# 몰리 말론

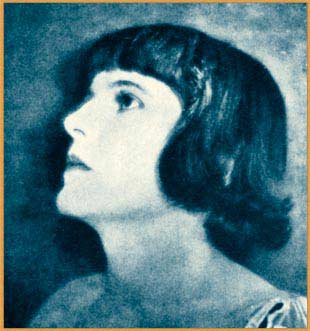

몰리 말론(Molly Malone, 1897년 2월 2일 ~ 1952년 2월 14일)은 미국의 배우, 영화배우이다.
위스콘신주에서 태어났으며 로스앤젤레스에서 사망하였다.

## 영화
- 백 스테이지 (1919년)